# 安曇広域農道
安曇広域農道（あづみこういきのうどう）は、長野県松本市から安曇野市に至る広域農道（広域営農団地農道）である。1981年に開通した。

## 概要
北アルプスと安曇野の景観を背景に、安曇野市西部の軸となる幹線道路となっている。交通量が多く、郊外型の商業施設が多く立地している。松本地域で「広域農道」と言えば、多くの農道の中でも、特にこの道を指す場合が多い。

### 路線データ
- 起点：長野県松本市梓川倭、倭交差点（長野県道48号松本環状高家線、長野県道278号大野田梓橋停車場線交点）
- 終点：長野県安曇野市穂高有明、土場交差点（国道147号交点）
- 路線延長：17.7 km
- 車線数：2車線
- 道路指定：松本市道、安曇野市道、長野県道321号中堀一日市場停車場線、安曇野市道

## 路線状況

### 道の駅
- アルプス安曇野ほりがねの里
  - 公式には県道57号沿いとなっているが、実際には当道路沿いに出入口がある。

## 地理

### 交差する道路
- 長野県道48号松本環状高家線（松本市梓川倭、倭交差点、デリシア梓川店前、起点）
- 長野県道315号波田北大妻豊科線（安曇野市三郷温、野沢交差点、ザ・ビッグ三郷店前）
- 長野県道319号小倉梓橋停車場線（安曇野市三郷温、上長尾交差点）
- 長野県道321号中堀一日市場停車場線（安曇野市三郷温、以降住吉交差点まで重複）
- 日本アルプスサラダ街道（安曇野市三郷温、楡交差点）
- 長野県道314号田多井中萱豊科線、長野県道321号中堀一日市場停車場線（安曇野市三郷温、住吉交差点、重複終了）
- 長野県道57号安曇野インター堀金線（安曇野市堀金烏川、堀金交差点、安曇野市役所堀金支所前）
- 長野県道495号豊科大天井岳線（安曇野市堀金烏川、下堀西交差点、ベイシアあづみ野堀金店前）
- 長野県道309号塚原穂高停車場線（安曇野市穂高柏原、柏原西交差点）
- 長野県道432号柏原穂高線（安曇野市穂高、上原交差点）
- 長野県道308号小岩岳穂高停車場線（安曇野市穂高有明、富田交差点）
- 長野県道25号塩尻鍋割穂高線（安曇野市穂高有明、有明交差点）
- 安曇野スケッチロード（安曇野市穂高有明、立足西交差点）
- 国道147号（安曇野市穂高有明、土場交差点、終点）

### 沿線
起点から野沢交差点までは郊外型の商業施設が林立している。主なものとして南（起点）から、デリシア梓川店、アカデミア館（公共施設）、ザ・ダイソー梓川店、ワークマン梓川店、西源梓川店、カインズホーム梓川店、オートアールズ梓川店、エルサあづみの店（イオン系列のザ・ビッグ三郷店を核としたショッピングセンター）。このほかパチンコ店、携帯電話会社のショップ、カラオケボックス等がある。ザ・ビッグ三郷店周辺はこれらの商業施設を目的とした車で、たびたび渋滞が起こる。
その後は安曇野の田園風景が広がる。楡交差点近くに「HAMAフラワーパーク安曇野」というテーマパーク的な園芸店がある。その後も堀金交差点まで田園風景が続く。
堀金交差点付近には、道の駅「アルプス安曇野ほりがねの里」がある。以降は田園風景の中に郊外型店や住宅がポツポツ見られる。主なものとして（南から）ベイシアあづみ野堀金店、ザ・ビッグ穂高店。
ザ・ビッグ穂高店以降は田園風景が広がる。